# Klaus Mattes
Klaus Mattes (* 4. November 1956 in Meerane) ist ein deutscher Sportwissenschaftler und Hochschullehrer.

## Leben
Mattes beendete 1981 an der Humboldt-Universität zu Berlin (HU Berlin) sein Studium für Sport und Geographie mit der Auszeichnung „sehr gut“, 1984 erlangte er die Doktorwürde mit dem Prädikat „magna cum laude“. Das Thema seiner Dissertation lautete „Untersuchungen zur rudertechnischen Fertigkeitsentwicklung in der II. Förderstufe (männlich): Grundlegungen für eine wirksamere rudertechnische Ausbildung im DRSV der DDR“. Am Staatlichen Zentralinstitut für Körperkultur und Sport in Moskau absolvierte er am Lehrstuhl für Biomechanik ein weiteres Studium.
Von 1984 bis 1999 war Mattes wissenschaftlicher Mitarbeiter, von 1999 bis 2003 wissenschaftlicher Assistent sowie von 2003 bis 2005 wissenschaftlicher Oberassistent am Institut für Sportwissenschaft der HU Berlin. Im Jahr 2000 schloss er seine Habilitation ab, der Titel seiner Arbeit lautete „Untersuchungen zur Variabilität und Stabilität von Ruderleistung und Rudertechnik in den Hauptphasen des Ruderrennens“.
2005 trat Mattes am Institut für Bewegungswissenschaft der Universität Hamburg eine Professorenstelle für Bewegungs- und Trainingswissenschaft an. 2022 ging er in den Ruhestand.
Zu den Schwerpunkten seiner Forschungsarbeit gehören die Themengebiete „Leistungsdiagnostik und Trainingssteuerung“, „Biomechanische Kraft-, Leistungs- und Bewegungsanalytik“, „Motorisches Lernen“, „Mess-, Test- und Trainingsgeräteentwicklung“, „Talentdiagnostik und -förderung“, „Prävention und Rehabilitation“ sowie „Gesundheitsförderung“.
Sein besonderes Forschungsinteresse galt der Sportart Rudern. Mattes leitete diesbezüglich mehrere Projekte, darunter „Biomechanische Betreuung im Rennrudern“ (1999), „Ruderleistungsdiagnostik“ (2001), „Selektion von Bootsbesatzungen der Junioren-Nationalmannschaft (Skull/Riemen) und der Nationscup-Mannschaften sowie Feedbacktraining der formierten Boote in Vorbereitung auf die JWM bzw. den Nationscup“ (2007), „Wirkungsanalyse des akustischen Feedbacktrainings mit Sofirow zur Optimierung der Bootsbewegung von Kaderathleten des Deutschen Ruderverbandes“ (2011) und „Tangentiale Krafteinleitung im Innenhebel zur Steigerung der Vortriebswirkung im Riemenrudern“ (2012) Hinzu kamen Untersuchungen in der Leichtathletik wie „Leistungsdiagnostik kinematischer Merkmale von Sprints, Weitsprunganläufen und horizontalen Mehrfachsprüngen sowie Messplatztraining von WeitspringerInnen im HLT“ (2014) und „Kinematische Analyse des Sprintschrittes der Schwung-Zug-Technik und korrelative Beziehungen von Sprintleistung und vertikalen Sprüngen in verschiedenen Leistungsklassen“ (2018). Als Autor arbeitete er am „Handbuch Rudertraining: Technik - Leistung - Planung“ mit.
Mattes entwickelte mit seinen Mitarbeitern Methoden zur Talentsichtung und -förderung an Schulen und erarbeitete ein Konzept zur Einbindung von Schulen, Vereinen und Sportverbänden in die Talententwicklung.
2011 wurde Mattes Mitglied des wissenschaftlichen Beirats des Bundesinstituts für Sportwissenschaft, darüber hinaus saß er im Wissenschaftsbeirat des Deutschen Ruderverbandes sowie des Instituts für Spielanalyse.